# 酒井康雄

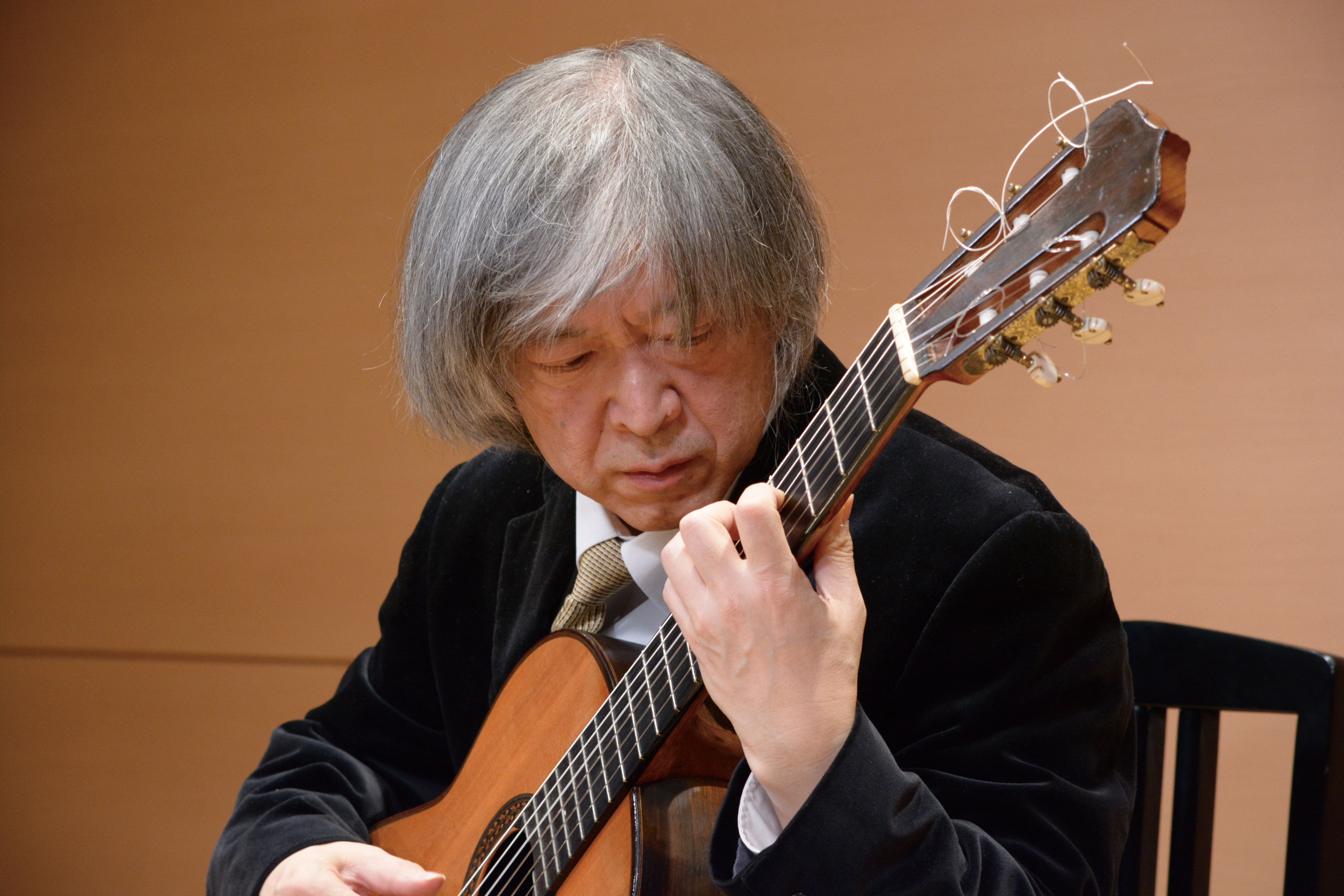
酒井康雄

酒井 康雄（さかい やすお、1950年3月15日 - 2017年11月24日）は、日本のクラシックギター奏者。岡崎市出身。

## 経歴
1950年3月15日、愛知県に生まれる。
岡崎高校から名古屋大学へ進学、化学を専攻したがギタリストに転向。
1975年にスペイン政府の給費生として渡欧、サンティアゴ･デ･コンポステラ国際講習会に参加、
ニース、パリ「夏の音楽祭」などで演奏する。
1976年パリ･エコール･ノルマル音楽院ギター演奏家クラスに入学、アルベルト・ポンセに師事。
翌年演奏家資格を得て卒業。
日本を代表するクラシックギタリスト福田進一は1年後輩にあたる。
ギターのほかリュート、バロックギターなどのオリジナル楽器、現代音楽ではバンジョーまで多彩に手掛けて日本各地でソロ、アンサンブルに活躍。
海外では南京、モスクワ、サンクトペテルブルグ、ニューヨーク（カーネギーホール）などアメリカ各都市で演奏、好評を得る。
1987年、名古屋市芸術奨励賞を受賞。
1994年には日本室内楽アカデミーのメンバーとして愛知県芸術文化選奨団体賞受賞。
NHK-TV、FM「土曜リサイタル」などにもたびたび出演。
NHK名古屋放送局制作のテレビドラマ「中学生日記」のギターBGMの演奏を担当。
「20世紀ギター音楽の諸相」、「ギターが奏でるひととき」などのシリーズコンサートを開催。
また教育者としては谷辺昌央など国内外の国際コンクール優勝者を含む優秀なギタリストを多数育成した。
中部日本ギター協会会長、日本室内楽アカデミー副代表、日本アジアギター教育協会理事、愛知芸術文化協会理事、名古屋芸術大学ギター特別講座講師、愛知県立大学ギター講師を歴任。
2017年11月24日に逝去。